# 太湖流域防汛抗旱总指挥部
太湖流域防汛抗旱总指挥部，是中华人民共和国国务院设立的地区性跨省的防汛抗旱指挥机构。管辖包括太湖流域、钱塘江流域和东南诸河，涉及苏、浙、沪、闽、皖五省市，总部设在水利部太湖流域管理局。2009年4月24日成立。 流域防总在统一指挥、统一调度、抗御大洪水和严重干旱中发挥着重要作用。

## 总指挥部组成
太湖流域防汛抗旱总指挥部由各省、各相关部门的相应职务的领导干部担任：
- 防总总指挥：江苏省省长
- 防总常务副总指挥：水利部太湖流域管理局局长
- 防总副总指挥：
  - 江苏省副省长
  - 浙江省副省长
  - 上海市副市长
  - 福建省副省长
  - 安徽省副省长
- 防总成员
  - 江苏省水利厅厅长
  - 浙江省水利厅厅长
  - 上海市水务局局长
  - 福建省水利厅厅长
  - 安徽省水利厅厅长
  - 中国气象局华东区域气象中心主任、上海市气象局局长
  - 水利部太湖流域管理局副局长